# 瓦尔沙伊德
瓦尔沙伊德是德国莱茵兰-普法尔茨州的一个市镇。总面积5.95平方公里，总人口337人，其中男性177人，女性160人（2011年12月31日），人口密度57人/平方公里。